# منطقه رأس العین
منطقه راس العین (به عربی: منطقة رأس العین) یک شهرستان در سوریه است.

## خصوصیات
منطقه راس العین ۱۷۷٬۱۵۰ نفر جمعیت دارد.